# Odontosoria uncinella
Odontosoria uncinella là một loài thực vật có mạch trong họ Dennstaedtiaceae. Loài này được (Kunze) Fée miêu tả khoa học đầu tiên năm 1850.